# 由良基地

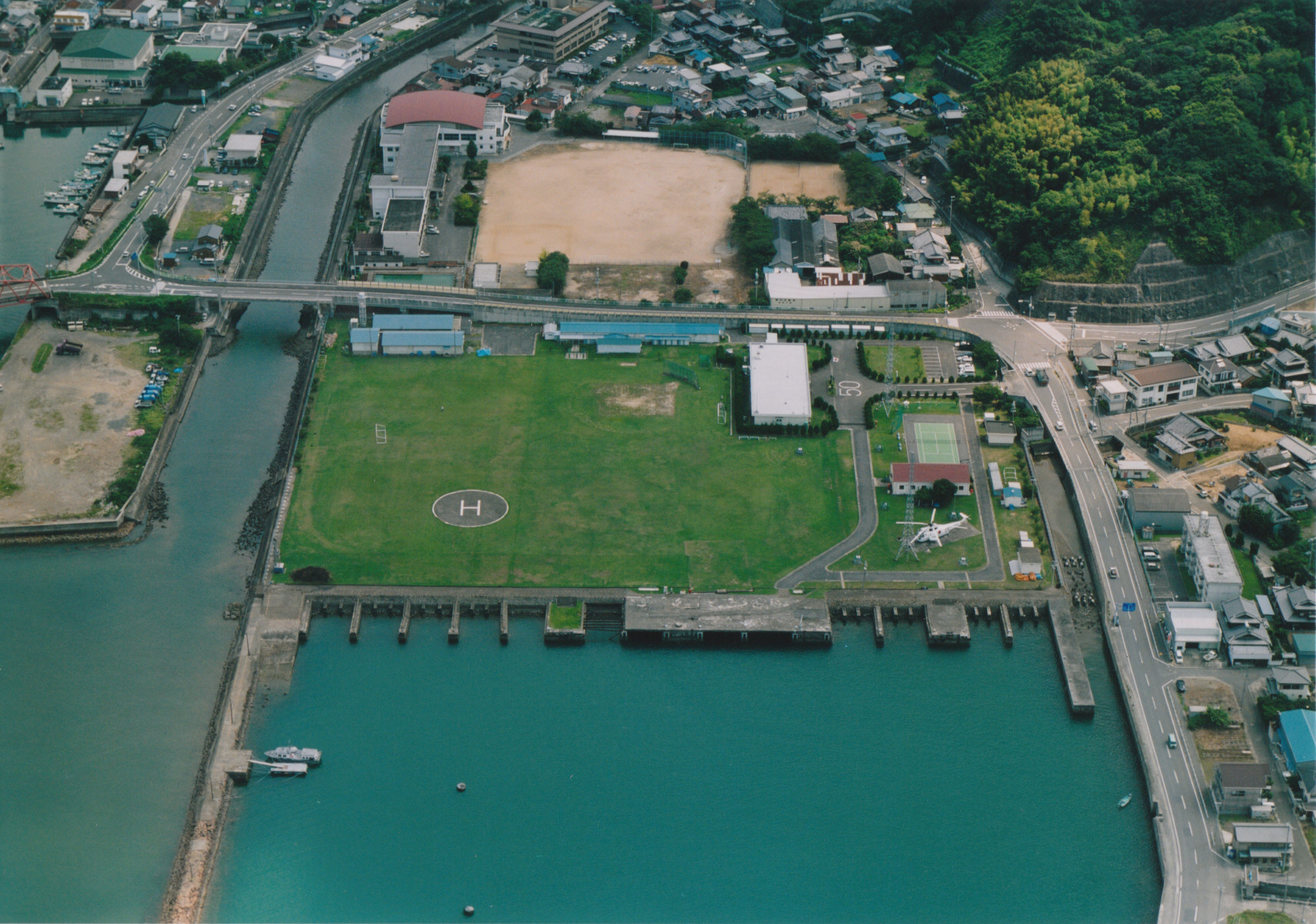
海上自衛隊由良基地全景

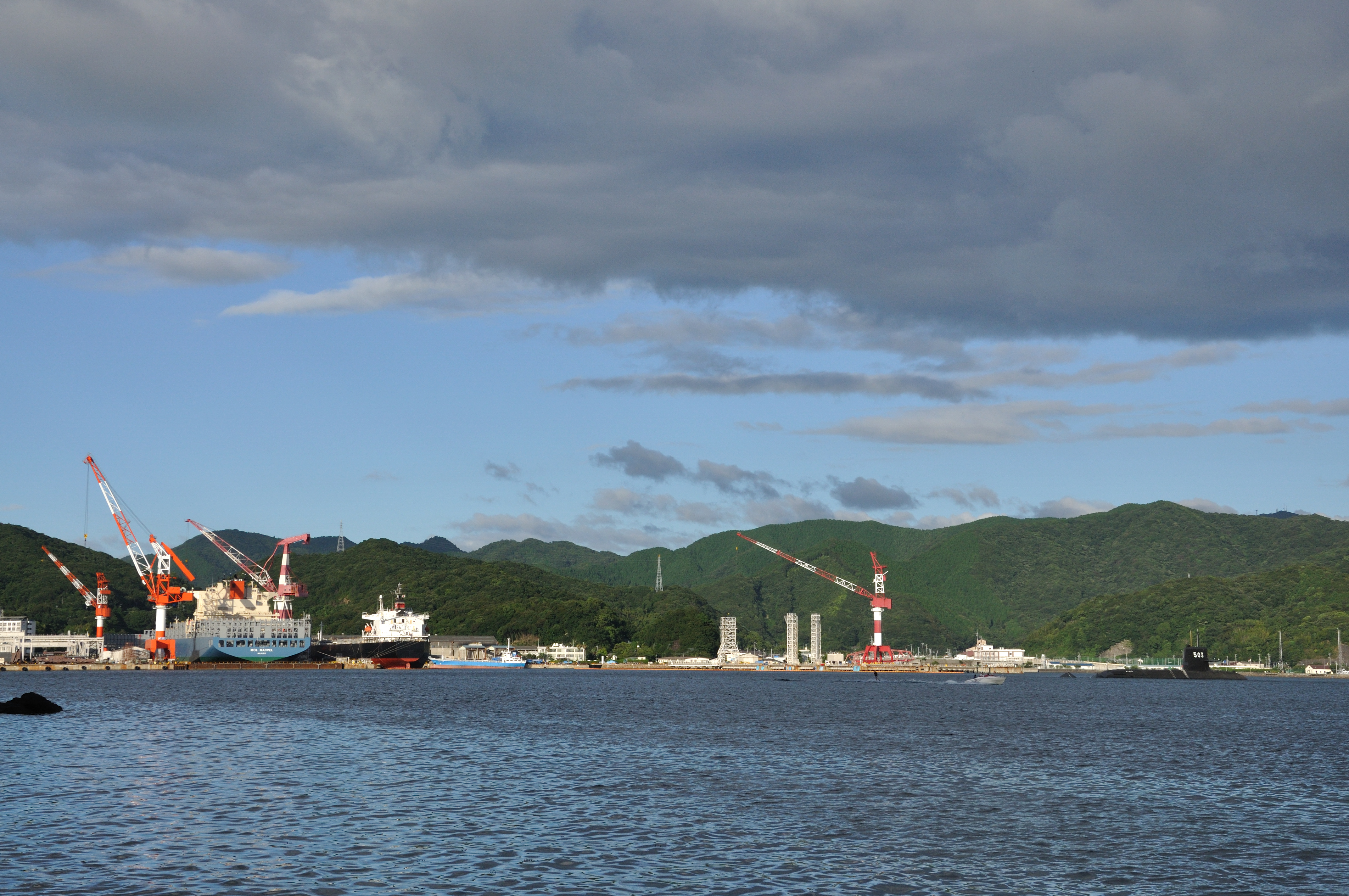
由良港。右が海上自衛隊由良基地

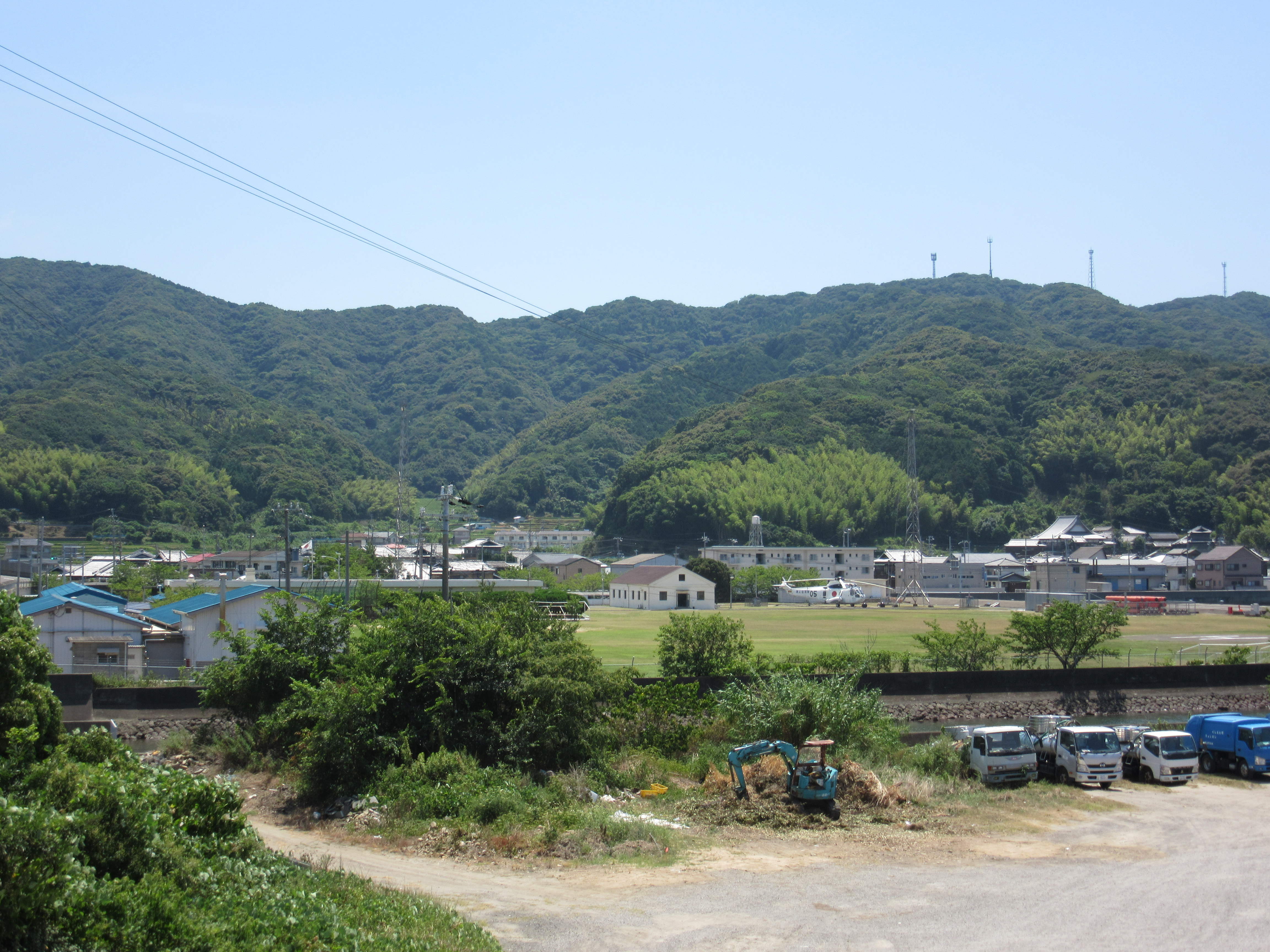
海上自衛隊由良基地

由良基地（ゆらきち、JMSDF Yura Naval Base）は、和歌山県日高郡由良町大字阿戸708-5に所在し、由良基地分遣隊等が配置されている海上自衛隊の基地である。

## 概要
由良基地は、日ノ御埼の付け根に位置する由良港内に設けられた呉地方隊阪神基地隊隷下の基地である。自衛艦は配備されていないが、由良基地分遣隊が置かれており、6t型交通船（支援船）を保有している。
呉地方隊の警備区域のうち、大阪湾外に存在する貴重な基地であり、近年は南海地震の発生が予測され、和歌山県における災害派遣の拠点として、基地の存在意義は大きくなっている。
由良基地分遣隊は、1952年（昭和27年）の大阪航路啓開隊発足と同時に大阪航路啓開隊本部由良基地として由良湾の奥深く旧海軍紀伊防備隊の跡地の一部を使用し発足した。
また、基地内には三菱重工、川崎重工等の所有の建物が数棟あり、1960年（昭和35年）以降、神戸で建造される潜水艦の海上公試等の支援が開始され現在も継続して実施している。また、紀伊水道周辺の前進補給基地として、艦艇等寄港時の各種支援を担当している。

## 沿革
- 1939年（昭和14年）11月11日：大日本帝国海軍紀伊防備隊司令部設置[2]
- 1945年（昭和20年）8月15日：終戦により紀伊防備隊解隊[2]
- 1952年（昭和27年）8月1日：保安庁警備隊大阪航路啓開隊本部由良基地設置[2]
- 1954年（昭和29年）
  - 10月1日：由良基地分遣隊本部発足[2]

※編成（内務科、警備科、補給科、通信所）
- 11月12日：開隊式を挙行

- 1955年（昭和30年）
  - 8月2日：交通船2047号（YF-2047）が呉基地警防隊から配属
  - 8月23日：交通船2036号（YF-2036）が配属
- 1956年（昭和31年）12月18日：大阪基地隊司令から四級賞状受賞
- 1959年（昭和34年）
  - 5月1日：組織改編（内務科を総務科に改編）
  - 6月23日：交通船2047号が徳島航空隊に配属替え
- 1961年（昭和36年）
  - 3月31日：掃海船「うみつばめ」（YAM-22）が配備
  - 5月1日：特務船「ふよう」（YAS-17）が配備
- 1962年（昭和37年）3月31日：掃海船「うみつばめ」が除籍
- 1963年（昭和38年）6月15日：第2港湾哨戒隊（阪神基地隊直轄）が配属
- 1965年（昭和40年）4月1日：西ドイツ海軍練習艦「ドイッチェラント」寄港
- 1968年（昭和43年）
  - 3月30日：大阪基地隊由良基地分遣隊が阪神基地隊由良基地分遣隊に改称
  - 3月31日：交通船2036号が除籍、交通船2067号（YF-2067）が配備
- 1971年（昭和46年）3月31日：特務船53号（YAS-53）編入、特務船「ふよう」が除籍
- 1972年（昭和47年）9月13日：特務船104号（YAS-104）配属
- 1973年（昭和48年）3月31日：特務船53号除籍
- 1975年（昭和50年）12月1日：紀伊警備所開所
- 1977年（昭和52年）4月18日：特務船104号が特務艇84号（ASU-84）に区分変更
- 1985年（昭和60年） - 官舎落成
- 1987年（昭和62年）7月1日：特務艇84号が佐伯基地分遣隊に転籍
- 1990年（平成2年） - 開隊以来初めて女性自衛官（2士）着任
- 1992年（平成4年）
  - 3月31日：交通船2067号除籍
  - 4月1日：交通船2131号（YF-2131）配属
- 1992年（平成4年）10月20日：第2港湾哨戒隊が廃止。第1港湾哨戒隊（阪神基地隊直轄）が配属
- 1993年（平成5年） - 小松島航空隊HSS-2B 8105号機（用途廃止）を展示配置
- 1998年（平成10年）6月22日：哨戒艇25号が除籍となり、第1港湾哨戒隊が廃止。哨戒艇27号は阪神基地隊直轄艇（由良基地が定係港）
- 1999年（平成11年）1月14日：哨戒艇27号が除籍
- 2013年（平成25年）6月3日：紀伊警備所が廃止
- 2021年（令和3年） - HSS-2Bを撤去